# Aparição do Anjo a S. Roque (Gaspar Dias)
A Aparição do Anjo a S. Roque é uma pintura a óleo sobre madeira do pintor português do Maneirismo Gaspar Dias (a. 1560-1591) de cerca meados da década de 1580 e que está na Igreja de S. Roque, em Lisboa.
A obra que foi pintada por Gaspar Dias para o retábulo da primitiva ermida de São Roque representa a aparição de um anjo a São Roque que, de acordo com a hagiografia católica, recebeu a visita de um enviado por Deus para o tratar das chagas após ter sido contaminado pela peste durante a sua missão de assistência aos doentes, sendo um cão que diariamente lhe trazia o pão para o alimentar. 
Em abril de 2016, a pintura foi seleccionada como uma das dez mais importantes obras artísticas de Portugal pelo projeto Europeana.

## Descrição
O Anjo apresenta-se esbelto e pairando no ar, com os seus mantos soprados, respeitando o cânone idealizado que recorda as figuras serpentinatas de um Parmigianino, e a personagem do Santo, em êxtase místico, apresenta um movimento teatral que pode ter sido inspirado no S. Roque e um doador (1525) daquele pintor italiano (em Galeria). O quadro realiza a sua função catequética com todo o rigor, expondo claramente o episódio da vida do santo (e neste sentido insere-se na melhor pintura maneirista da contrareformista), mas o pintor cria também outros pontos de fuga, acentuando dessa forma contrastes de planos e de valores, através de um vasto espaço arquitetónico que ocupa o fundo e aprofunda sensivelmente a composição.
Trata-se de um interior abobadado de um edifício de estilo italiano ladeado por uma colunata jónica, que remata ao longe numa recinto de planta circular também rodeada de arcaria, onde se movimentam figuras e decorre um trecho complementar à «história» da visão de S. Roque em primeiro plano. Diagonais antagónicas, tão do agrado das melhores receitas maneiristas, criam sugestões de desequilíbrio e de irracionalismo, que dinamizam todo um espaço sedutor pela sua frescura.

## Apreciação
Segundo Vítor Serrão, o retábulo da capela de S. Roque, na Igreja de S. Roque, constitui a mais importante obra identificada de Gaspar Dias, que o terá executado cerca de 1584, e do qual, além de uma predela que representa S. Roque na prisão (actualmente noutro local) a principal peça do retábulo era a Aparição do Anjo a S. Roque. Nesta obra Gaspar Dias revela-se um excelente pintor, aplicando velaturas finas e tratando as gradações cromáticas com delicadeza, sendo de realçar a qualidade das figuras em tamanho reduzido e os panejamentos, num estilo claramente alinhado com os bons modelos do Maneirismo italiano de Parma e Roma.
Para Maria João Vilhena, nesta obra de Gaspar Dias destacam-se a naturalidade, a elegância e a graça das figuras em primeiro plano, numa composição em que uma galeria arquitetónica, desenhada segundo o modelo de Hans Vredeman de Vries (obra em Galeria) para o Templo de Salomão, aloja personagens alusivas a outras passagens da vida de São Roque.

## Galeria

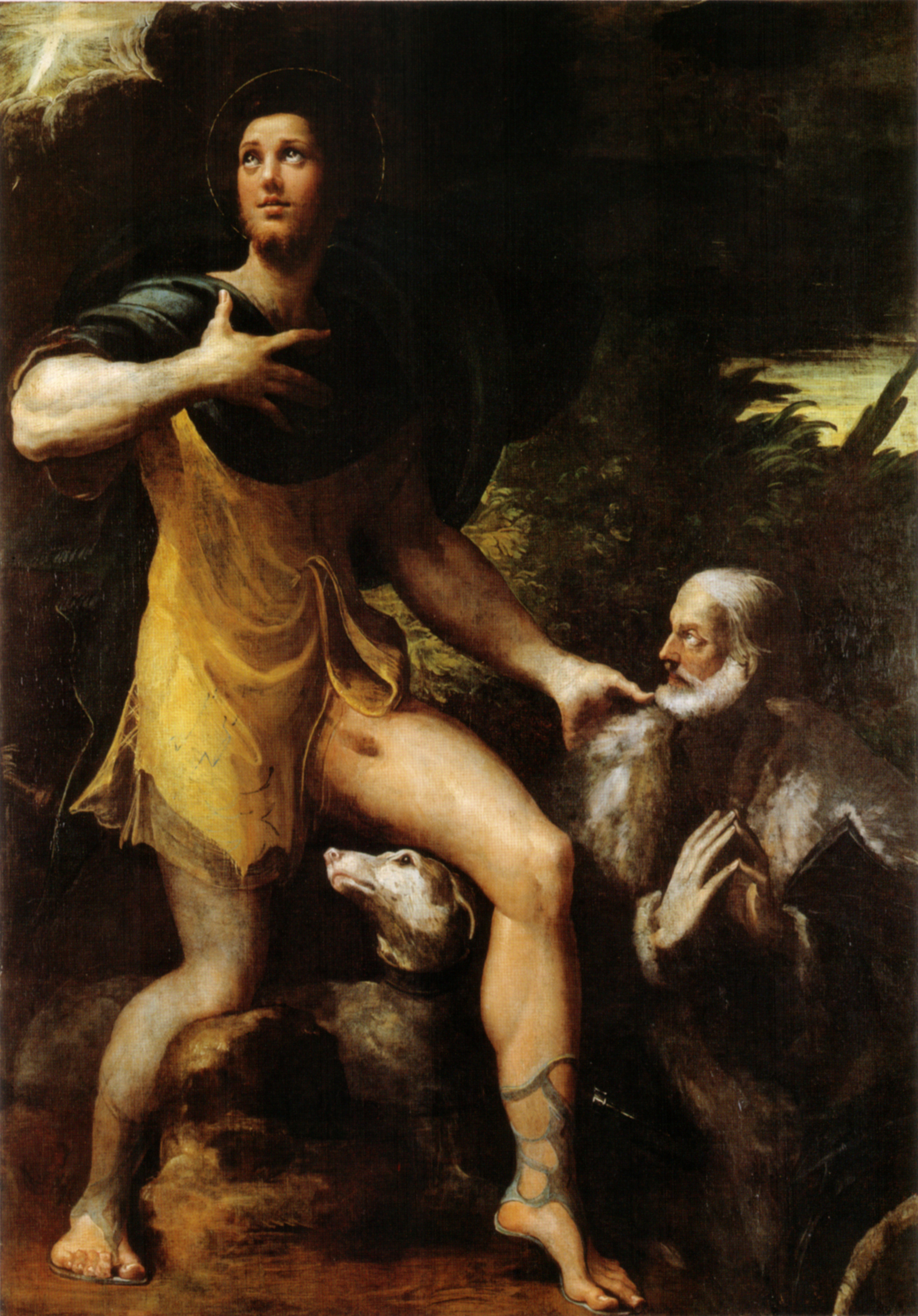
São Roque e um doador (1525), de Parmigianino, na Basílica de São Petrônio de Bolonha
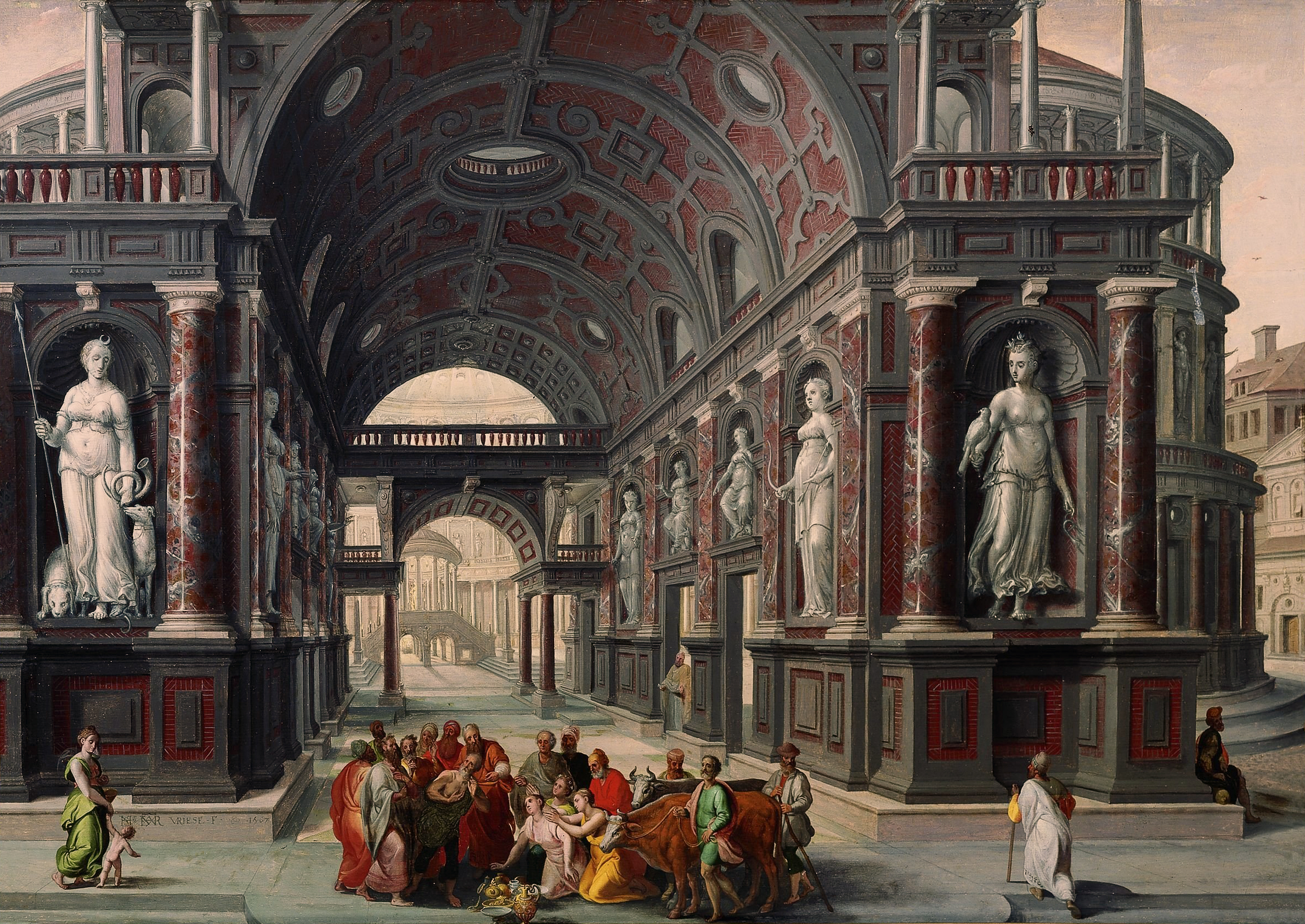
O Sacrifício em Listra (1567), de Hans Vredeman de Vries e Gillis Mostaert, no Museu Paula Modersohn-Becker de Bremen

### Ligação externa
- Página oficial da Europeana,